# ژرژ کنان
ژرژ کنان (فرانسوی: Georges Conan‎؛ زادهٔ ۱۹۱۳) دوچرخه‌سوار اهل فرانسه است.